# Клан Камерон

Герб вождей клана Камерон из Лохила

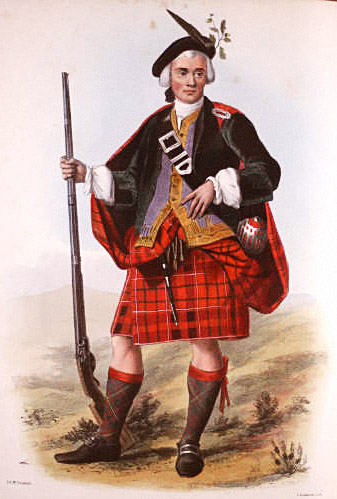
Член клана Камерон в традиционной одежде, рисунок Маклана 1845 года

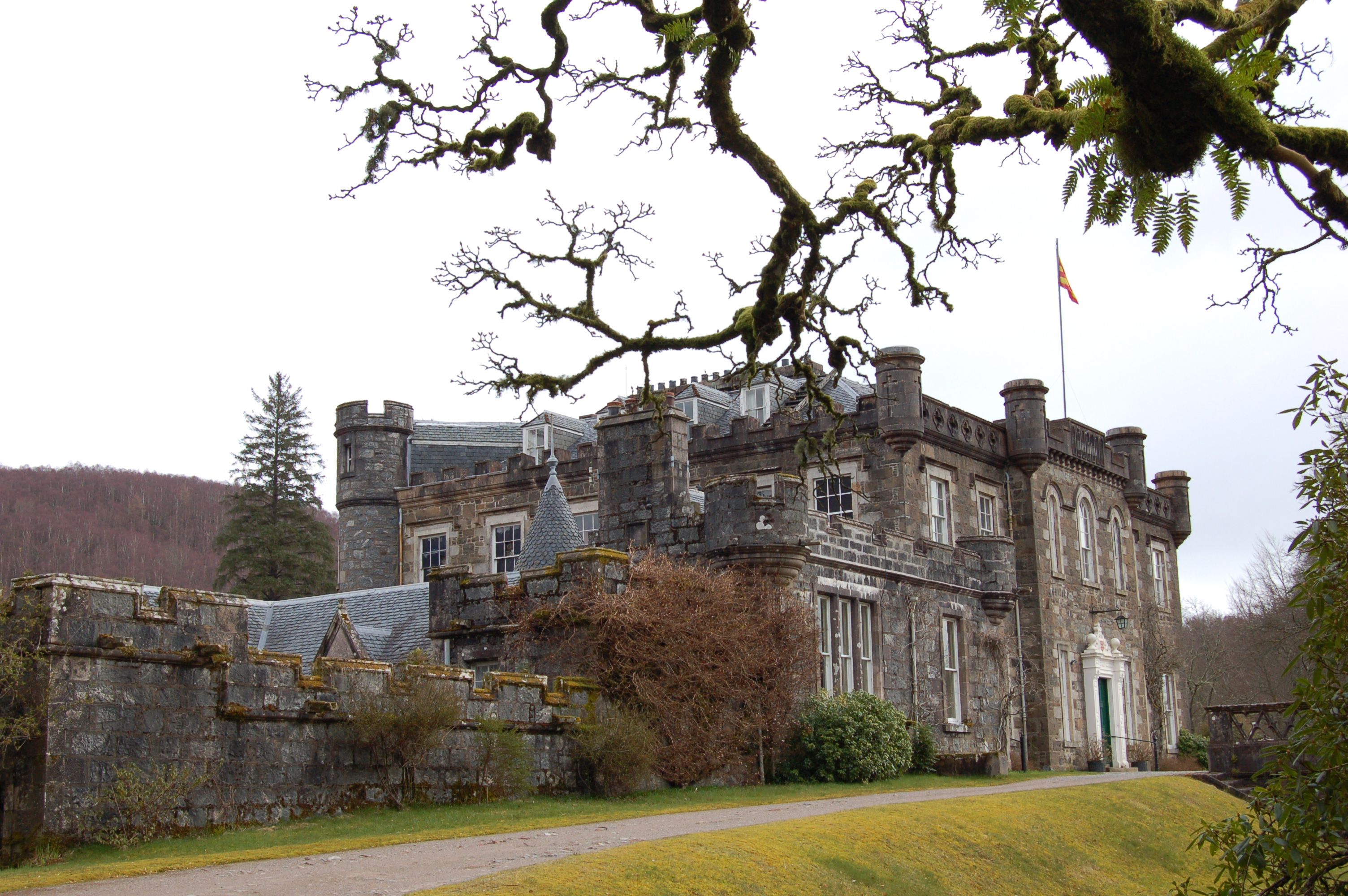
Замок Акнакарри, резиденция вождей клана Камерон

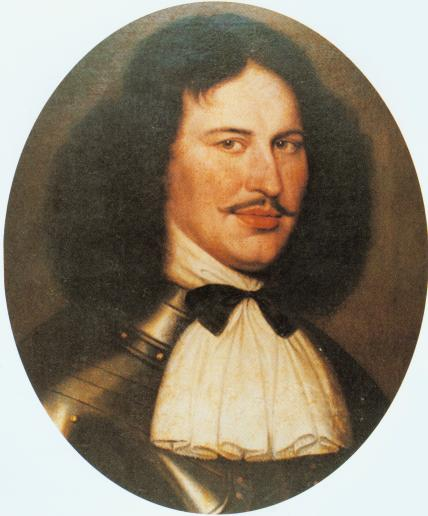
Эван Камерон из Лохила (1629—1719), 17-й вождь клана Камерон (1647—1719)

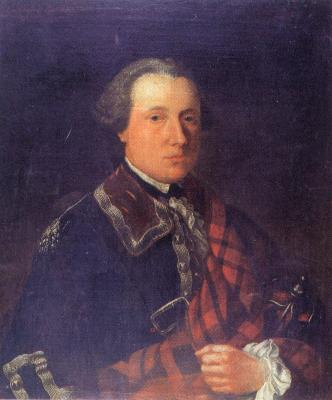
Дональд Камерон из Лохила (1700—1748), 19-й вождь клана Камерон (1748)

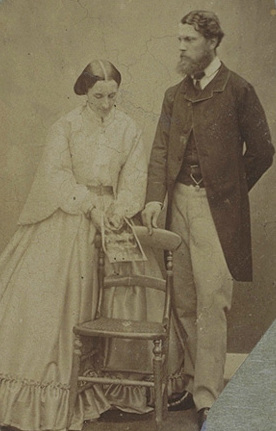
Данальд Камерон из Лохила (1835—1905), 24-й вождь клана Камерон (1858—1905), с супругой, Клементиной Гаварден, 1861 год.

Клан Камерон (шотл. — Cameron) — горный шотландский клан с одной главной ветвью — Лохил (шотл. — Lochiel) и многочисленными септами. Владения клана находятся в землях Лохабер (шотл. — Lochaber). На их землях есть гора Бен-Невис (шотл. — Ben Nevis), которая является самой высокой вершиной на Британских островах. Таким образом клан Камерон является наиболее высокогорным кельтским кланом из всех нам известных. Вождя этого клана называют Лохил (шотл. — Lochiel).
- Символы клана: дуб и растение вороница (шикша).
- Лозунг клана:
  - Старый: Mo Righ Mo Dhuchaich — За короля и Родину! (гэльск.)
  - Современный: Aonaibh Ri Chéile — Сплотимся! (гэльск.)
- Военный клич клана: Chlanna nan con thigibh a so’s gheibh sibh feoil! — Потомки гончих псов возьмите это тело! (гэльск.)
- Резиденция вождя клана: Замок Акнакарри[англ.] (шотл. — Achnacarry Замок)
- Историческая резиденция вождя клана: Замок Тор (гэльск. — Tor Castle)
- Вождь клана: Дональд Ангус Камерон из Лохила — Мак Домнулл Дул (гэльск. — Angus Donald Cameron Lochiel — Mac Dhomnuill Dubh) — 27-й вождь клана Камерон.

## История клана Камерон

### Происхождение
Возникновения клана Камерон неясное — истоки теряются в глубине веков. Но есть несколько теорий и легенд. Летопись клана Камерон говорит, что они происходят от одного из сыновей короля Дании в эпоху викингов, который помог восстановлению власти шотландского короля Фергюса II. Название клана происходит от кельтского прозвища этого человека — Кам Шрон — Кривой Нос. Но историк Коллинз Шотландский пишет в «Энциклопедии кланов», что этот клан происходит от Донала Дуба (шотл. гэльк. — Donal Dubh) — Донала Тёмного. И первый вождь клана Камерон был из клана Макгиллонис (шотл. — MacGillonies) или происходил из земель Баллегарно (ірл. — Ballegarno) в Файфе.
По словам Джона Мэера, клан Камерон и конфедерация кланов Хаттан имеют общее происхождение. Но этот тезис не имеет никаких аргументов.
Аллен упоминает Мак Орхтри, сына Ухтреда, в качестве вождя клана Камерон во времена шотландского короля Роберта II Стюарта. Согласно Шотландским летописям, клан Камерон был непримиримым врагом конфедерации кланов Хаттан и постоянно с ней воевал.
В XV веке клан Камерон был хорошо известен как клан Хайленда из Глен-Мора в Лохабере. Обладателями этих земель они стали после брака с наследницей местных вождей клана Маэл Анфайд (название клана Маэл Анфайд Монкрейффе переводится как «Дети того, кто был посвящён буре»).
В XV веке, после того как клан Камерон стал главным в этой местности, он подчинил себе местные кланы Макгиллоны (шотл. — MacGillonie) из Строуна, Макмартин (шотл. — MacMartin) из Леттерфинлея и Максорли (ирл. — MacSorley) из Глен-Невис. В результате этого вождя клана Камерон в те времена иногда называли вождём клана Макгиллон. Из вождей клана Камерон с XV века известный вождь Мак Домнулл Дуб (шотл. — Mac Dhomnuill Dubh) или Домналл Тёмный. Он был первым вождём этого клана, который известен достоверно. Но он не был первым вождём в летописях этого клана и в грамоте 1472 года.

### Клан Камерон и войны за независимость Шотландии
Согласно летописям, во время войны за независимость Шотландии клан Камерон поддержал будущего короля независимой Шотландии Роберта I Брюса. Тогда возглавлял клан Джон (Иоанн) VII де Камерон. Клан принимал участие в битве под Бэннокбёрне в 1314 году. А потом во главе с вождём Джоном (Иоанном) VIII де Камероном принимал участие в битве под Халидон-Хилле в 1333 году.

### XIV век
В XIV веке клан Камерон принимал участие в многочисленных войнах между кланами. Врагами клана Камерон в этих войнах был преимущественно клан Макинтош, с которым вражда и война продолжалась 328 лет. Первой битвой с этим кланом была битва под Друмлуи в 1337 году. Причиной войны был спор по земле Гленлуи и Лох-Аркейг. Клан Камерон потерпел поражение, но не смирился и ещё 328 лет продолжал борьбу. В 1370 году состоялась битва под Инвернаховеном (шотл. — Invernahoven). Клан Камерон столкнулся с кланами конфедерации Хаттан, в которую входили тогда кланы Макинтош, Макферсон и Дэвидсон. В 1396 году состоялась битва под Норт-Инчем — снова между кланом Камерон и конфедерацией кланов Хаттан.

### XV век
В XV веке клан Камерон вёл бесконечные войны с другими кланами. В 1411 году клан Камерон принимал участие в битве при Харлоу (под Абердином) поддержал Дональда Макдональда, лорда Островов, вождя клана Макдональд, отстаивавший титул графа Росс. Их врагом был герцог Роберт Стюарт, герцог Олбани. В 1429 году клан Камерон принял участие в битве под Лохабером. Битва состоялась между сторонниками Александра Макдональда, графа Росса и армией роялистов — сторонниками короля Якова I Стюарта. В том же 1429 году состоялась ещё одна битва между кланом Камерон и конфедерацией кланов Хаттан — Битва при Палм-Сандэй.

### XVI век
В 1505 году состоялась битва под Ахнашеллахом (шотл. — Achnashellach). Война шла между кланами Камерон, с одной стороны, и кланами Манро и Маккей, с другой стороны.
В то время шли ожесточённые англо-шотландские войны — преимущественно в приграничной зоне. Но горные кланы были также втянуты в эту войну. Вождём клана Камерон был Эвен Камерон (шотл. — Ewen Cameron). Под его руководством клан принимал участие в битве с англичанами при Флоддене (ирл. — Flodden Field) в 1513 году.
В 1544 году клан Камерон выставил отряд лучников на помощь кланам Макдональд из Кланраналда в битве против клана Фрейзер, вошедшей в историю как «Битва Рубашек». Согласно историческим преданиям и легендам, эта битва была очень жестокой — в результате битвы выжили только 5 воинов из клана Фрейзер и 8 воинов из клана Макдональд.
Впоследствии клан Камерон осуществил успешные набеги на земли кланов Грант и Фрейзер. Клан Камерон в результате этих набегов получил богатую добычу. Но в результате этих событий вождь клана Камерон — Эвен Камерон впал в немилость в глазах графа Хантли — вождя клана Гордон и «Властелина Севера». Началась война, и вождь клана Камерон был убит в битве под Эльгином (шотл. — Elgin) в 1547 году.
В 1570 году состоялась битва под Бун-Гарване (ирл. — Bun Garbhain) в которой Дональд Дул Камерон — 15-й вождь клана Камерон погиб, оставив малолетнего сына Аллана как вождя клана. Как пишут летописи, во время битвы вождь клана Макинтош убил Дональда Тайллера Дул на Туайге Камерона (шотл. — Donald Taillear Dubh na Tuaighe Cameron) — сына 14-го вождя клана Камерон, что был вооружён тяжёлой лохаберским топором.
В 1594 году Аллен Камерон — 16-й вождь клана Камерон возглавил клан в битве под Гленливете (шотл. — Glenlivet). Клан выступил в поддержку Джорджа Гордона, 1-го маркиза Хантли, вождя клана Гордон. В битве был разгромлен Арчибальд Кэмпбелл (шотл. — Archibald Campbell) — 7-й граф Аргайл, вождь клана Кэмпбелл.

### XVII век
Во время Гражданской войны в битве при Инверлохи в 1645 году, клан Камерон воевал на стороне роялистов шотландцев и ирландцев, которые победили шотландских ковенантеров клана Кэмпбелл. Клан продолжает выступать против Оливера Кромвеля, и играл ведущую роль в восстании роялистов 1651—1654 годов.
В 1665 году произошло противостояние клана Камерон и конфедерации Хаттан у Форта-Аркейг, которое закончилось без кровопролития. Клан Камерон закончил 328-летняя вражду с конфедерацией Хаттан, возглавляемой клана Макинтош.
В битве при Маол-Руад в 1668 году сэр Эвен Камерон, 17-й вождь клана Камерон, пытался поддерживать мир между кланом Камерон и кланом Макинтош. Однако, когда он уезжал в Лондон, вражда вспыхнула между кланом Макдональд и кланами Макинтош и Маккензи. Когда сэр Эвен был в отъезде, он не смог сдержать свой клан, и они внесли незначительный вклад в победу Макдональда над Макинтошами и Маккензи при Маол-Руаде к востоку от Спин-Бридж.
Клан Камерон сражался на стороне якобитов в битвах при Килликранки в июле 1689 года, В битве при Данкельде в августе 1689 года и в битве при Кромдейлом в мае 1690 года.

### XVIII век
В 1715 году клан Камерон поддержал первое восстание якобитов, участвовал в битве под Шериффмуре (шотл. — Sheriffmuir). Потом клан Камерон принимал участие в битве при Глен-Шил (шотл. — Glen Shiel) в 1719 году. После этих битв вождь клана Камерон — Джон Камерон из Лохила скрывался в горах, а потом сбежал во Францию в изгнание.
В 1745 году молодой претендент Чарльз Эдвард Стюарт высадился в Шотландии. Началось новое восстание якобитов. Клан Камерон согласился его поддержать. Клан принимал участие в сражениях при Престонпансе (шотл. — Prestonpans) (1745), Фолкерке (шотл. — Falkirk) (1746), Каллодене (шотл. — Culloden) (6 апреля 1746). После последней битвы вождь клана Камерон — Дональд Камерон, которого называли Нижный Лохил, сбежал во Францию, где и умер в 1748 году.
Макмартин — септ клана Камерон — был наиболее лояльный и ценный как последователи Лохила. В 1745 году септ Макмартин образовала отдельный полк Лохила.
Позднее, в 1793 году из клана Камерон был сформирован 79-й отдельный королевский полк Камерон Хайленда под командованием сэра Аллана Камерона из Эррахта (1753—1828).

### XIX век
После битвы под Каллодене земли клана Камерон были конфискованы правительством Великобритании. Но потом — в 1784 году они были возвращены Дональду Камерону — 22-му вождю клана Камерон — «джентльмену Лохила». Но земля фактически не управлялась кланом, пока в 1819 году Дональд Камерон — вождь клана не вернулся из эмиграции. Но некоторые традиционные земли клана — на восточном берегу озера Лох-Лохи не были возвращены клану. Эти земли находились в собственности герцога Гордона, который постоянно повышал плату за аренду этих земель. Долгое время продолжались споры и конфликты за эти земли с участием представителей церкви. Много членов клана Камерон, которые рассеяны по всему миру, происходят от этих несчастных людей, что некогда были изгнаны со своей исконной земли.
Во время наполеоновских войн Дональд Камерон — 23-й вождь клана Камерон, отличился в битве при Ватерлоо, сражаясь в составе гренадерского гвардейского полка. Он вышел на пенсию в 1832 году. В том же году он женился на леди Вере, дочери достопочтенного Джорджа Вера Хобарта, сестре 6-го графа Бакингемшира.

### XX век
Во время Первой мировой войны полковник Дональд Уолтер Камерон из Лохила (1876—1951), 25-й вождь клана Камерон (с 1905), командовал четырьмя дополнительными батальонами шотландцев Хайленда и за это в 1934 году он стал кавалером Ордена Чертополоха. Его сын и преемник, полковник сэр Дональд Гамиш Камерон (1910—2004), также был награждён этим орденом в 1973 году.
Во время Второй мировой войны батальоны клана Камерон продолжали носить килты — в отличие от всех других шотландских и ирландских солдат. За это и за героизм во время боёв их немцы назвали «дамы из ада».

## Замки
- Замок Тор: Эвен Кэмерон, ХІІІ глава Камеронов, присоединил к своим владениям замок Тор в начале XV века. Он был заброшен (но не снесён) его потомком, сэром Эвеном Камероном, 17-м вождём клана Камерон. Этот замок использовался кланом Камерон как убежище от нападений клана Макдональд из Кеппоха
- Замок Акнакарри. Вождь клана Камерон Эвен Камерон построил замок Акнакарри около 1655 года, который был сожжён дотла британскими войсками после битвы при Каллодене в 1746 году. В 1802 году Дональд Камерон, 22-й вождь клана Камерон, построил новый особняк в Акнакарри, после погашения огромного штрафа, чтобы британское правительство вернуть себе владения его предков. Особняк существует в настоящее время, неподалёку от него находится музей, основанный сэром Дональдом Камероном в 1989 году

В XVI—XVII веках Камероны из Лохила также владели замком на острове Эйлен-нан-Краобх (Остров деревьев).